# Antonio Tuñón de Lara
Antonio Tuñón de Lara (Jaén, 1880 - ) fue un catedrático numerario de Segunda Enseñanza del área de Matemáticas desde 1908 y político español. Destacado miembro de la masonería, fue diputado del Partido Republicano Radical en las Cortes Constituyentes republicanas y en las elecciones de 1933.

## Biografía
Licenciado en Matemáticas por la Facultad de Ciencias, Sección de Exactas, de la Universidad Central de Madrid. Cursó en la Escuela Central de Ingenieros Industriales la asignatura de Topografía y Nociones de Geodesia. En el curso de 1902 a 1903, como Profesor numerario de la Academia, además preparatoria, para las Escuelas Centrales de Ingenieros Industriales y de Artes e Industrias, de Madrid, explicó las asignaturas de Contabilidad, Topografía, Mecánica y Construcción y Extensión de Aritmética y Álgebra. Fue tío del futuro historiador Manuel Tuñón de Lara.
Desde 1932 desempeñó la Cátedra en el Instituto “ Velázquez” de Madrid, en virtud de concurso de méritos y a propuesta del Consejo Nacional de Cultura. En 1935 obtiene la plaza en propiedad.
Miembro del Partido Republicano Radical, fue nombrado Gobernador civil de la provincia de Cáceres al advenimiento de la Segunda República Española. En junio, fue elegido diputado por la provincia de Almería en las Cortes Constituyentes de 1931-1933. Salió de nuevo diputado por Almería en las Elecciones generales de 1933, siendo nombrado miembro del directorio de la minoría radical en el Congreso de los Diputados, junto a Emiliano Iglesias, Ricardo Samper y Diego Hidalgo. Fueron designados secretarios del grupo parlamentario los diputados Carrere y Pascual y ministro de enlace el de Gobernación. Nombrado Director general de Beneficencia y Asistencia Social en 1933.

## Obras
- Lecciones de Aritmética. ISBN 13:0010615141913.
- Lecciones de Geometría
- Nociones de Aritmética y Geometría